# John ME
John ME, egentligen John Mattias Edlund, född 1974 och uppvuxen i Huskvarna, Småland, är en svensk artist. Han var tidigare sångare i Jönköpingsbandet The Motorhomes, men har även släppt en soloskiva under namnet John Me 2009.

## Biografi

### The Motorhomes
Edlund var åren 1997-2004 sångare i det Jönköpingsbaserade rockbandet The Motorhomes. Gruppen släppte två album, Songs for Me (and My Baby) (1999) och The Long Distance Runner (2002) innan det splittrades som en följd av att Edlund valde att lämna bandet.

### Solo
Edlund solodebuterade 2009 med albumet I Am John, utgivet under namnet John Me (John Mattias Edlund)
Första singeln från albumet blev Love Is My Drug och den framfördes för första gången på P3 Guld-galan 2009, då tillsammans med Amanda Jenssen. Låten har efter det blivit en hit med bland annat en andraplats på Trackslistan. Den används även som vinjettlåt till webb-tv-serien Riverside.
Andra och sista singel från albumet blev Run.

## Diskografi

### The Motorhomes

#### Album
- 1999 - Songs for Me (and My Baby)
- 2002 - The Long Distance Runner

#### Singlar
- 1999 - "It's Alright"
- 1999 - "Into the Night"
- 2000 - "For Whom It May Concern"
- 2000 - "For Tomorrow"
- 2001 - "The Man"
- 2002 - "I Wanne Make You Sing"

### Solo

#### Album
- 2009 - I Am John

#### Singlar
- 2009 - "Love Is My Drug"
- 2009 - "Run"